# جوديث باريت
جوديث باريت (بالإنجليزية: Judith Barrett)‏ هي ممثلة أمريكية، ولدت في 2 فبراير 1909 في الولايات المتحدة، وتوفيت بنفس المكان في 10 مارس 2000.

## أعمال

### أفلام
- (1931) سيمارون[17]

## وصلات خارجية
- جوديث باريت على موقع IMDb (الإنجليزية)
- جوديث باريت على موقع روتن توميتوز (الإنجليزية)
- جوديث باريت على موقع أول موفي (الإنجليزية)
- جوديث باريت على موقع قاعدة بيانات برودواي على الإنترنت (الإنجليزية)
- جوديث باريت على موقع قاعدة بيانات برودواي على الإنترنت (الإنجليزية)
- جوديث باريت على موقع قاعدة بيانات الأفلام السويدية (السويدية)
- جوديث باريت على موقع قاعدة بيانات الفيلم (الإنجليزية)